# Semargl
Semargl je black metalová (dříve), satanic pop metalová (nyní) skupina původem z Ukrajiny, která vznikla v roce 1997. Začínali hrát black metal míchaný s death metalem, ale jejich zvuk se drasticky změnil mezi léty 2011/2012, kdy začali hrát tzv. satanic pop metal, což je styl, který smíchává extrémní metal a pop/elektropop.
Nahráli dvě dema před vydáním studiového alba, ale jen druhé bylo vydáno.

## Členové
- Rutarp - klávesy, zpěv
- Adele Ri - zpěv
- Shaddar - kytara
- Anima - bicí
- Romulus - basová kytara

## Diskografie
zdroj

### Studiová alba

#### Black metalová éra
- Attack on God (2005)
- Satanogenesis (2006)
- Manifest (2007)
- Ordo Bellictum Satanas (2010)

#### Satanic pop metalová éra
- Satanic Pop Metal (2012)
- Love (2014)
- Killer Dance (2014)

### Singly
- Tak, Kurwa (2011)
- Discolove (2013)
- Save Me (2014)
- Give Me a Reason (2014)
- Held (2015)